# Charlestown (São Cristóvão e Neves)

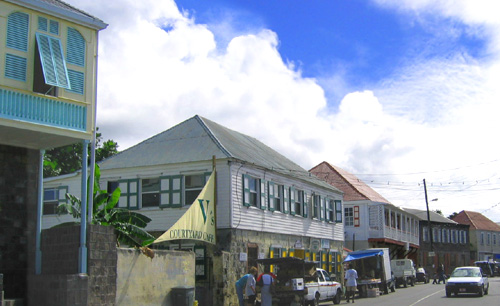
Rua principal de Charlestown

Charlestown é uma cidade da Federação de São Cristóvão e Neves, capital da ilha de Neves.
Charlestown tem uma população de 1.500 habitantes no censo de 2010. É o principal centro administrativo e comercial na ilha de Neves, sendo também uma área de grande concentração residencial da ilha.